# Jonas Wind
Jonas Wind (Hvidovre, 7 de febrero de 1999) es un futbolista danés que juega en la demarcación de delantero para el VfL Wolfsburgo de la 1. Bundesliga.

## Trayectoria
Empezó a formarse en las categorías inferiores del F. C. Copenhague, hasta que el 7 de febrero de 2018 firmó un contrato con el primer equipo. Su debut lo hizo el 22 de febrero en un partido contra el Club Atlético de Madrid en la Liga Europa de la UEFA. Casi cuatro años después, con unos registros de 46 goles en 114 partidos, abandonó el club tras ser traspasado al VfL Wolfsburgo.

## Selección nacional
Tras haber sido internacional con Dinamarca en categorías inferiores, el 7 de octubre de 2020 debutó con la selección absoluta en un amistoso ante Islas Feroe que Dinamarca venció por 4-0. Al año siguiente fue convocado para participar en la Eurocopa 2020, torneo en el que Dinamarca llegó hasta semifinales.

### Participaciones en Eurocopas
| Copa          | Sede     | Resultado        | Partidos | Goles |
| ------------- | -------- | ---------------- | -------- | ----- |
| Eurocopa 2020 | Europa   | Semifinales      | 2        | 0     |
| Eurocopa 2024 | Alemania | Octavos de final | 4        | 0     |

### Goles internacionales
| N.º | Fecha                   | Estadio                                 | Rival             | Gol | Resultado | Competición                         |
| --- | ----------------------- | --------------------------------------- | ----------------- | --- | --------- | ----------------------------------- |
| 1   | 11 de noviembre de 2020 | Estadio Brøndby, Copenhague, Dinamarca  | Suecia            | 1-0 | 2-0       | Amistoso                            |
| 2   | 18 de noviembre de 2020 | Den Dreef Stadion, Lovaina, Bélgica     | Bélgica           | 1-1 | 4-2       | Liga de Naciones de la UEFA 2020-21 |
| 3   | 25 de marzo de 2021     | Estadio de Bloomfield, Tel Aviv, Israel | Israel            | 0-2 | 0-2       | Clasificación para el Mundial 2022  |
| 4   | 4 de septiembre de 2021 | Tórsvøllur, Tórshavn, Islas Feroe       | Islas Feroe       | 0-1 | 0-1       | Clasificación para el Mundial 2022  |
| 5   | 13 de junio de 2022     | Parken Stadion, Copenhague, Dinamarca   | Austria           | 1-0 | 2-0       | Liga de Naciones de la UEFA 2022-23 |
| 6   | 16 de junio de 2023     | Parken Stadion, Copenhague, Dinamarca   | Irlanda del Norte | 1-0 | 1-0       | Clasificación para la Eurocopa 2024 |
| 7   | 7 de septiembre de 2023 | Parken Stadion, Copenhague, Dinamarca   | San Marino        | 3-0 | 4-0       | Clasificación para la Eurocopa 2024 |
| 8   | 14 de octubre de 2023   | Parken Stadion, Copenhague, Dinamarca   | Kazajistán        | 1-0 | 3-1       | Clasificación para la Eurocopa 2024 |

## Estadísticas

### Clubes
Actualizado al último partido disputado el 2 de noviembre de 2024.
| Club             | País      | Año       | Partidos | Goles |
| ---------------- | --------- | --------- | -------- | ----- |
| F. C. Copenhague | Dinamarca | 2018-2022 | 114      | 46    |
| VfL Wolfsburgo   | Alemania  | 2022-     | 112      | 34    |

## Palmarés

### Campeonatos nacionales
| Título                 | Club             | País      | Año  |
| ---------------------- | ---------------- | --------- | ---- |
| Superliga de Dinamarca | F. C. Copenhague | Dinamarca | 2019 |